# Micromaquinado
El micromaquinado consiste en el proceso de cambiar la forma o propiedades de un material de pequeño tamaño del rango de los micrones para que se adapte a un fin específico (generalmente la producción de Micromaquinaria). Se parte inicialmente de un material en forma de películas finas depositadas sobre algún sustrato o de materiales macizos.
Hay una demanda creciente de sistemas de media y microescala en el campo de la óptica, los semiconductores y los sistemas bio-médicos.
En respuesta a esta demanda, el cortado micromecánico (ej. microtorneado) está emergiendo como una alternativa viable a las técnicas de micromaquinado basadas en litografía. 
De todos modos, ciertos factores limitan los materiales de las piezas de trabajo que pueden ser procesados usando métodos de micromaquinado mecánico. Para materiales difíciles de maquinar como moldes o acero, limitaciones en la herramienta de cortado en su esbeltez y resistencia son los mayores impedimentos para el uso de los métodos de micromaquinado mecánico.

## Micromaquinado en volumen
El micromaquinado en volumen es un proceso utilizado para producir micromaquinaria o sistemas microelectromecánicos (MEMS). 
A diferencia del micromaquinado superficial, que utiliza una sucesión de deposición de película delgada y grabado selectiva, el micromaquinado en volumen define las estructuras de forma selectiva por el grabado dentro de un sustrato. Considerando que el micromaquinado superficial crea estructuras en la parte superior de un sustrato, el micromaquinado en volumen produce estructuras dentro de un sustrato. 
Por lo general, las obleas de silicio son utilizadas como sustratos para el micromaquinado en volumen, ya que pueden ser grabadas en mojado anisotrópicamente, formando estructuras altamente regulares. El grabado mojado generalmente utiliza solventes líquidos alcalinos, como hidróxido de potasio (KOH) o hidróxido de tetrametilamonio (TMAH) para disolver el silicio que ha quedado expuesto por el paso de enmascaramiento fotolitográfico. Estos disolventes alcalinos disuelven el silicio en una forma altamente anisotrópica, con algunas orientaciones cristalográficas disolviendo hasta 1000 veces más rápido que otras. Este enfoque se utiliza a menudo con orientaciones cristalográficas muy específicas en la materia prima para producir silicio con ranuras en forma de V. La superficie de estos alojamientos puede ser atómicamente suavizada sin problemas si el grabado se lleva a cabo correctamente, y las dimensiones y ángulos pueden ser definidos con precisión. 
El micromaquinado en bloque comienza con una oblea de silicio u otros sustratos, que son selectivamente grabados, utilizando fotolitografía para transferir un patrón de una máscara a la superficie. Al igual que el micromaquinado superficial, el micromaquinado en bloque realizarse con grabado húmedo o seco, aunque el grabado más común en silicio es el grabado anisotrópico mojado. Este grabado toma ventaja del hecho de que el silicio tiene una estructura cristalina, lo que significa que sus átomos se organizan periódicamente en todas las líneas y planos. Algunos planos poseen ligaduras más débiles y son más susceptibles al grabado. El grabado resultado en piscinas que tienen paredes en ángulo, el ángulo es una función de la orientación del cristal del sustrato. Este tipo de grabado, es barato y se utiliza generalmente en investigación temprana de bajo presupuesto.

## Micromaquinado por haces de iones focalizados
Un haz de iones focalizado consiste en un flujo de partículas cargadas focalizadas por un campo electromagnético en un fino haz.
La diferencia del haz de iones con un haz de electrones recae en su masa. El ion más liviano es el hidrógeno el cual es 1840 veces más pesado que un electrón. Los haces de iones pueden ser utilizados para procesos de litografía. De todos modos, la pesada masa de los iones también pueden directamente separar átomos de un material sólido, lo cual hace del haz de iones focalizado una herramienta de micromaquinado directo ampliamente usada y mucho más versátil.
- Datos: Q6013337